# ザクロスープ
ザクロスープ(Pomegranate soup)は、ザクロの果汁と種子、黄色のスプリットピー、ミントの葉、スパイス、その他の材料で作るイランのスープである。イランで「濃厚なスープ」を指すアーシュの1つと見なされる。イラン国内でも様々なバリエーションがある。